# Колобарич, Дарио
Дарио Колобарич (словен. Dario Kolobarić; род. 6 февраля 2000, Теслич, Республика Сербская) — словенский футболист, нападающий клуба «Домжале».

## Карьера

### Молодёжная карьера
Начинал заниматься футболом в «Идрии». Затем попал в академии «Браво» и «Домжале», где во второй игрок остался играть. 9 августа 2016 было объявлено об аренде игрока в «Ред Булл Зальцбург». В 2017 году вернулся назад.

### «Домжале»
Дебютировал в Первой Лиге Словении 30 марта 2019 года против «Олимпии», выйдя на замену на 69 минуте. Свой первый гол забил в следующем же матче 6 апреля 2019 года против «Целе» на 70 минуте матча, который помог выиграть со счётом 3:2.

#### Аренда в «Доб»
В феврале 2020 года отправился на полгода в аренду в «Доб» из Второй Лиги. Дебютировал за клуб 8 марта 2020 года в матче против «Горицы», где футболист отличился забитым голом. По окончании аренды вернулся назад в «Домжале».
В сезоне 2020/2021 стал игроком основного состава. По итогу сезона футболист вышел на поле 37 раз, в которых отличился 13 забитыми мячами.

### «Шахтёр» Солигорск
В сентябре 2021 года перешёл в белорусский клуб «Шахтёр». Дебютировал за клуб 31 октября 2021 года против «Минска», где словенец вышел на замену на 73 минуте матча, а на 81 минуте отличился забитым голом. В мае 2022 года покинул команду из-за финансовых разногласий с клубом.

### «Копер»
В июне 2022 года перешёл в словенский клуб «Копер». Дебютировал за клуб 15 июля 2022 года в матче против «Табора». Принял участие в матче второго квалификационного раунда Лиги конференций УЕФА 21 июля 2022 года против лихтенштейнского клуба «Вадуц». В матче Кубка Словении 10 ноября 2022 года против клуба «Циркулане» футболист отличился хет-триком. По итогу сезона футболист отличился 3 забитыми голами и результативной передачей, однако оставался игроком скамейки запасных. В декабре 2022 года покинул клуб, расторгнув контракт по соглашению сторон.

### «Горица»
В феврале 2023 года перешёл в клуб «Горица». Дебютировал за клуб 18 февраля 2023 года в матче против клуба «Копер», выйдя на замену на 68 минуте. В следующем матче 22 февраля 2023 года против клуба «Олимпия» забил свой дебютный гол. В матче 23 апреля 2023 года против клуба «Олимпия» оформил дубль. По итогу сезона футболист вместе с клубом занял предпоследнее итоговое место в турнирной таблице и отправился в стыковые матчи за сохранение прописки. В первом матче 25 мая 2023 года сильнее оказался клуб «Алюминий». В ответной встрече 28 мая 2023 года итоговый счёт был ничейным, однако по сумме матчей «Алюминий» оказался сильнее. Сам футболист по итогу стал вторым бомбардиром клуба с 5 забитыми голами. Летом 2023 года по окончании срока действия контракта покинул клуб.

### «Домжале»
В августе 2023 года футболист вернулся в словенский клуб «Домжале». Первый матч за клуб сыграл 17 сентября 2023 года против клуба «Радомлье», выйдя на поле в стартовом составе.

## Международная карьера
Выступал в юношеских сборный Словении до 16, 17, 18 и 19 лет.
В 2021 году был вызван в молодёжную сборную Словении для участия в молодёжном Чемпионате Европы. Дебютировал 27 марта 2021 года против Чехии. В ноябре 2021 был вызван для участия в матчах отбора к Чемпионату Европы 2023 года. На отборочных матчах сыграл только в одном матче против Албании в ответной встрече, выйдя на замену в конце матча. В марте 2022 года был снова вызван в сборную на квалификационные матчи молодёжного Чемпионата Европы 2023 года.